# Pavel Kosorin
Pavel Kosorin (* 26. července 1964 Šumperk) je český publicista a humanista.

## Život
Po maturitě na gymnáziu ve svém rodném městě studoval na Teologické fakultě Jihočeské university v Českých Budějovicích (1999–2002), které zakončil 2002 bakalářským diplomem a pokračoval postgraduálním studiem personálního managementu a organizačního rozvoje na Masarykově universitě v Brně. Vedle toho je certifikovaným systemickým koučem a certifikovaným instruktorem kondičního běhu. Žije s rodinou v Šakvicích na Pálavě. 
Od roku 2006 působí jako ředitel Centra sociálních služeb Armády spásy v Brně, v roce 2014 založil Potravinovou banku pro Brno a Jihomoravský kraj a dodnes ji vede. 
V letech 1994–2016 publikoval sérii 12 knih aforismů na různá témata v brněnském nakladatelství CESTA. Roku 2010 mu vyšla kniha rozhovorů Sláva vítězům, čest poraženým aneb Ameriku objevili bezdomovci. Společně s Milošem Škorpilem vydal 2017 Modrou knihu o běhání v nakladatelství Euromedia. Vedle knih dlouhodobě publikuje články na serverech Neviditelný pes, Běžecká škola a Parlamentní listy.

## Politická angažovanost
Ve volbách do Senátu PČR v roce 2018 kandidoval jako nestraník za ČSSD v obvodu č. 59 – Brno-město. Se ziskem 4,51 % hlasů skončil na 6. místě.

## Dílo
- Aforismy
- Aforismy a verše o lásce a milování
- Afor!?my aneb život je extrémní sport
- Afor!?my o věcech veřejných aneb lež nevypereš
- Afor!?smy aneb Hemingway psal vestoje
- Afor!?smy aneb Slovo dalo slovo
- Afor!?my aneb Lazare, pojď ven!
- Biblické aforismy
- Kniha přání a stížností – Aforismy. Bonmoty. Maximy.
- Věřte nebo ne – aforismy a bonmoty pro věřící i nevěřící
- Cirkus Maximus – Aforismy. Bonmoty. Maximy. (Cesta, 2008)
- Čekání na prezidenta – Aforismy. Bonmoty. Maximy. (Cesta, 2009)
- Sláva vítězům, čest poraženým aneb Ameriku objevili bezdomovci (Cesta, 2010)
- Modrá knížka o běhání a o životě (Euromedia, 2017)